# Pan de la Grange
Le Pan de la Grange est un sommet des monts Dore dans le Massif central.

## Géographie

### Situation
Le Pan de la Grange est situé dans le Puy-de-Dôme, entre les communes de Chambon-sur-Lac et Mont-Dore, au nord-est du puy de Sancy.
Depuis le puy de Sancy, la montagne est accessible en empruntant le col de la Cabane.

### Géologie
Le Pan de la Grange prolonge une crête de trachyte qui s'étend depuis Cacadogne et se termine abruptement, formant une petite vallée entre le Pan de la Grange et le puy Ferrand.

## Activités

### Protection environnementale
Son versant méridional est inclus dans le site Natura 2000 « Monts Dore », tandis que l'intégralité de son sommet est répertoriée en ZNIEFF de type 2 « Monts Dore » et dans la ZNIEFF de type 1 « Vallée de Chaudefour ».

### Randonnée
Le sentier de grande randonnée 4 traverse la montagne et suit la crête menant au pic Intermédiaire et au puy de Cacadogne.